# Tim Stefan
Tim Stefan (* 3. Juli 1995 in Henstedt-Ulzburg) ist ein deutscher Handballspieler.

## Karriere
Tim Stefan begann mit fünf Jahren beim TSV Ellerau mit dem Handball. 2009 wechselte er zum HSV Hamburg. Sein Bundesligadebüt hatte der 1,95 Meter große Rückraumspieler in der Saison 2013/14 in der Jugend-Handball-Bundesliga als viertbester Werfer mit 196 Toren in 22 Spielen. In der Saison 2014/15 lief er beim HSV Handball in der 1. Bundesliga auf, mit einem Zweitspielrecht beim Zweitligisten SV Henstedt-Ulzburg. Ab dem Sommer 2016 stand er beim TV Hüttenberg unter Vertrag. Mit dem TVH gelang dann in der Saison 2016/17 der Aufstieg in die Bundesliga.
Seine erste Bundesligaerfahrung für den HSV Handball sammelte er gegen die Rhein-Neckar Löwen und den VfL Gummersbach. Den ersten Einsatz hatte er gegen TBV Lemgo. Beim Heide-Cup 2014 spielte er gegen die Kadetten Schaffhausen, Füchse Berlin und KIF Kolding Kopenhagen. Unter Martin Schwalb, Jens Häusler und Christian Gaudin konnte Tim Stefan weitere Schritte in seiner Karriere und handballerische Ausbildung genießen.
Nach der Saison 2017/18 wechselte er zum VfL Eintracht Hagen. Im Sommer 2023 schloss sich Stefan dem Drittligisten TV Emsdetten an. Seit der Saison 2025/26 läuft er für den Zweitligisten HSG Krefeld auf.

## Leben
Sein jüngerer Bruder Jan Stefan spielt ebenfalls Handball.

## Erfolge
- 2017 Aufstieg in die Bundesliga mit dem TV Hüttenberg
- Saison 2020/21 Aufstieg in 2. Bundesliga mit dem VfL Eintracht Hagen